# 萧珊
萧珊（1917年—1972年8月13日），浙江省鄞县（今宁波市）人，乳名长春，原名陈蕴珍。巴金之妻，1936年与巴金相识，1944年5月，在贵阳花溪与巴金结婚，相濡以沫28年。中华人民共和国成立后参加中国作家协会上海分会，任《上海文学》、《收获》编辑，兼事文学翻译。

## 生平
1936年，19岁的萧珊由宁波赴上海，進入上海爱国女子中学就讀。在中学期间热衷于戏剧和表演，曾经扮演曹禺话剧《雷雨》中的人物「四凤」。並且在同年结识巴金，在其鼓励下开始从事文学创作。此時在《烽火》雜誌（茅盾主编）發表其处女作《在伤兵医院》。由于有着13岁的年龄差距，每次给萧珊回信，巴金总是称她为“我的小友”。在巴金的眼里，萧珊还是个孩子，这个小女生不过是千万个给他写信的读者中的一员。
中学毕业后，萧珊以优异成绩考取西南联合大学（當時因戰爭而暫遷昆明）外文系。1944年5月，恋爱八年之后，与巴金在贵阳共结连理。1945年，女儿李小林出生，1949年，儿子李小棠出生。萧珊加入中国作家协会上海分会。在此之後，曾任《上海文学》、《收获》等刊物的编辑，从事文学翻译工作。
1966年，文化大革命爆发之后，《人民日报》发表署名文章，点名批判巴金。上海市文艺界先后编印多种巴金批判专辑，萧珊也因此遭到残酷的迫害与批斗，身体健康每况愈下。1972年8月13日，萧珊因为罹患直肠癌，在手术后病逝于上海，终年55岁。

### 后事
巴金的床头一直放着萧珊的译作，巴金时常对着这些物品出神。巴金对萧珊一往深情，写了《怀念萧珊》（1978年）、《再忆萧珊》，还有《一双美丽的眼睛》等文章，被收入在多本文集及高等教育教材中。
萧珊去世之后，她的骨灰一直放在巴金的卧室里，直到2006年11月25日，根据巴金的遗愿，萧珊与巴金的骨灰一起被撒入上海长兴岛附近的东海海域。

## 著作
译著：
- 《别尔金小说集》（普希金）
- 屠格涅夫的《阿西亚》、《初恋》、《奇怪的故事》等作品
- 《屠格涅夫中短篇小说集》（与巴金合译）
- 普希金之《黑桃皇后》（与巴金合译）